# Miyuki Biwata
Miyuki Biwata es una deportista japonesa que compitió en triatlón. Ganó dos medallas de plata en el Campeonato Asiático de Triatlón en los años 2001 y 2002.

## Palmarés internacional
| Campeonato Asiático | Campeonato Asiático     | Campeonato Asiático | Campeonato Asiático |
| Año                 | Lugar                   | Medalla             | Prueba              |
| ------------------- | ----------------------- | ------------------- | ------------------- |
| 2001                | Kota Kinabalu (Malasia) | Medalla de plata    | Individual          |
| 2002                | Xuzhou (China)          | Medalla de plata    | Individual          |